# Michael Cecil, 8. Marquess of Exeter
William Michael Anthony Cecil, 8. Marquess of Exeter (* 1. September 1935) ist ein britischer Peer, Geschäftsmann, Dozent und Politiker.

## Leben und Karriere
Michael Cecil wurde am 1. September 1935 als Sohn von William Cecil, 7. Marquess of Exeter, und dessen erster Frau Edith Lilian Csanady de Telegd († 1954) geboren. Er besuchte das Eton College. Später wurde er als Dozent und Geschäftsmann tätig. Er ist Autor mehrerer Bücher.
Cecil war in der Emissaries-of-Divine-Light-Kirche aktiv und übernahm dessen internationale Leitung nach dem Tod des Vaters. Er ist derzeit Co-Director des Ashland Institute in Ashland, Oregon, wo er auch lebt und als Rancher tätig war (Stand: 2003).
Cecil gehört der Hereditary Peerage Association derzeit nicht an.

## Mitgliedschaft im House of Lords
Beim Tod des Vaters im Januar 1988 erbte er den Titel des Marquess of Exeter und den damals damit verbundenen Sitz im House of Lords. Dort saß er als Crossbencher. Seinen Sitz nahm er erstmals am 26. April 1989 ein. Seine Antrittsrede hielt er am 16. Mai 1990 zum Thema der sozialen und kulturellen Zusammenarbeit in Europa.
Seinen Sitz verlor er durch den House of Lords Act 1999. Zu den Wahlen für einen der verbleibenden Sitze trat er nicht an.
Er ist nicht im  Register of Hereditary Peers verzeichnet, die für eine Nachwahl zur Verfügung stehen.

## Familie
Cecil heiratete am 3. Mai 1967 Nancy Rose Meeker, die Tochter von Lloyd Arthur Meeke. Sie ließen sich 1992 scheiden. Sie haben zusammen zwei Kinder. Die Tochter Lady Angela Kathleen Cecil starb 2008. Der Sohn, Anthony John Cecil, Lord Burghley (* 1970) ist Heir apparent.
Am 24. Februar 1999 heiratete Cecil in zweiter Ehe Barbara Anne Coffman, Tochter von Eugene Magat.

## Veröffentlichungen
- Spirit of Sunrise, The Mitre Press, 1979, ISBN 978-0705102711 (Co-Autor)
- The Long View, 1985
- The Rising Tide of Change, 1986
- Living at the Heart of Creation, Brumby Books & Music, 1990, ISBN 978-0921790013